# گزل
گزل فیلمی به کارگردانی و نویسندگی محمدعلی سجادی ساختهٔ سال ۱۳۶۸ است.

## خلاصه داستان
صفرجان پیش از رفتن به جبهه، اسب زیبا و تندروی خود گزل را به دوستش آنا، سوارکار ماهر ترکمن می‌دهد. صفرجان در جبهه کشته می‌شود و آنا به مرور علاقهٔ زیادی به گزل پیدا می‌کند. آنا نیز چندی بعد راهی جبهه می‌شود اما در مراجعت، در حالی که یک پایش را از دست داده متوجه می‌شود که برادرش ستار، گزل را فروخته‌است. ستار با مشاهدهٔ اندوه و ناراحتی آنا، به جستجوی گزل می‌پردازد. سرانجام آن‌ها موفق به یافتن صاحب فعلی گزل که مردی یک‌دست است می‌شوند ولی او ابتدا مخالفت می‌کند و پس از آن به شرطی حاضر می‌شود گزل را تحویل دهد که آنا بتواند با پای معلولش سوار اسب شود و با او مسابقه دهد. آنا تلاش بی وقفه‌ای با این هدف آغاز می‌کند اما دختر مرد یک‌دست از آنا می‌خواهد که از مسابقه دادن با پدرش صرف نظر کند تا او در مقابل، گزل را به او بازگرداند. آنا که کشش عاطفی نسبت به این دختر پیدا کرده، تقاضایش را می‌پذیرد و سپس به اتفاق خانواده‌اش نزد مرد یک‌دست می‌آیند و از دخترش خواستگاری می‌کنند اما مرد به آن‌ها جواب منفی می‌دهد و پس از رفتنشان، به اتفاق دخترش از آن‌جا کوچ می‌کند. آنا که مصمم شده به هر نحو ممکن به دختر دست یابد، به تعقیب مرد یک‌دست و دخترش می‌پردازد. مرد در حین فاصله گرفتن از آنا، کنترل گاری را از دست می‌دهد و گاری واژگون می‌شود و به روی او می‌افتد. آنا خود را به آن‌ها می‌رساند؛ ولی تلاشش برای نجات جان مرد یک‌دست بی‌نتیجه می‌ماند.

## بازیگران
- مهدی میامی
- فیروز بهجت‌محمدی
- محمود جعفری
- پردیس افکاری
- روح‌انگیز مهتدی
- آناقربان قلیچ تغانی
- حاج مراد بلخانی
- رضا فیاضی
- آتجان بلخانی